# Colangite esclerosante primária
A colangite esclerosante primária (CEP) é uma doença crônica do fígado causada pela inflamação e cicatrização progressivas das vias biliares intra-hepáticas e extra-hepáticas. 
O processo inflamatório provoca estreitamentos (estenoses) da via biliar, o que impede a adequada circulação da bile para o intestino. A doença com frequência evolui para cirrose, insuficiência e carcinoma hepáticos, como consequência do potencial inflamatório da bile, que é rica em sais biliares hidrofóbicos e citotóxicos (danosos às células do fígado).
Acredita-se que é causada por uma resposta inflamatória autoimune e o tratamento definitivo é o transplante de fígado.
O tratamento é controverso. O uso do ácido ursodesoxicólico aparentemente controla a atividade da doença — o que é medido pela redução nas enzimas biliares que demonstram a permanência do processo inflamatório. Como se trata de doença rara, ainda não foi possível determinar que essa melhora nos exames de sangue implique melhoras nos desfechos do paciente (o que foi feito na colangite biliar primária). Independente disso, esse é o tratamento indicado pela maioria dos médicos na Europa, Estados Unidos e Brasil.